# Інокентій (Винницький)
Інокентій Винницький (пол. Innocenty Winnicki; 20 лютого 1654, Уріж — 11 чи 24 лютого 1700, Львів) — український релігійний діяч XVII століття.

## Біографія
Походив зі шляхетського роду Винницьких гербу Сас. Єпископ Перемиський з 1680 до 1700 року (обраний на кафедру 19 жовтня 1679 року), православний, з 1691 року греко-католицький (унійний), прийняв і проголосив 23 червня 1691 року Берестейську унію в Перемиській єпархії.

Герб Інокентія Винницького

Як Перемиський єпископ перейменував церкву Святого Спаса (Преображення Господнього) у Дрогобичі, що знаходилась на Задвірному передмісті (сучасна вулиця Стрийська), на ім'я Святого Йосафата — першого українського святого, канонізованого Католицькою Церквою. Образ Святого Йосафата для церкви був створений за кошти владики.
Згорів у Львові в 1700 році від займання спиртової пов'язки на ногах.
За даними «Географічного словника Королівства Польського», був похований у крипті церкви Лаврівського монастиря.